# Daniel H. Hastings
Daniel Hartman Hastings (né le 26 février 1849 et mort le 9 janvier 1903) est le 21e gouverneur de Pennsylvanie entre 1895 et 1899.